# 老爷庙镇
老爷庙镇，是中华人民共和国辽宁省朝阳市喀喇沁左翼蒙古族自治县下辖的一个乡镇级行政单位。

## 行政区划
老爷庙镇下辖以下地区：
老爷庙村、平房子村、安德营子村、户子沟村、十八奤村、奈木皋村、果木树营子村、下河套村、北山村和杨树底下村。